# Hieracium acidolepis
Hieracium acidolepis es una especie de planta con flor del género Hieracium, de la familia Asteraceae, orden Asterales.

## Distribución
Hieracium acidolepis se distribuye por Suecia.

## Taxonomía
Fue descrita científicamente por T. Tyler. Fue publicada en Ann. Bot. Fenn. 44: 316 (2007).